# Chrysops deqenensis
Chrysops deqenensis är en tvåvingeart som beskrevs av Yang och Xu 1995. Chrysops deqenensis ingår i släktet Chrysops och familjen bromsar.
Artens utbredningsområde är Yunnan (Kina). Inga underarter finns listade i Catalogue of Life.